# 鄣国
鄣國，中國歷史上春秋時代的一個諸侯國，國君為姜姓，国都在今山东省东平县鄣城村，建國君主是齊太公支孫，後來被紀國收為附庸。據鄭樵《通志》稱，國家被齊所滅。

## 鄣国的起源
章部族来源于任姓，是黄帝后裔。始居地是漳川、漳水（甘肃省定西市漳县）。漳县，汉代因战略地位重要被认为是汉王朝的“西陲屏障”而名障县。明代改回为漳县。漳县古称漳川，是通往西域的重要通道。县有古漳水流过，汇入渭水后至黄河。
尧虞时期，章人在部族酋长大章的带领下，延漳水、渭水东迁至大章（河南嵩县大章镇）。镇内有漳河，其东当是大禹之父鲧的封地。大章为帝尧作尧乐《大章》，《大章》是雅乐舞蹈主要内容的六大舞之一的尧乐。相传是歌颂尧帝领导天下时仁德如天，智慧若神，百姓依附他就象依附太阳，敬仰祥云一样。“大章”，主题意思就是说尧帝之德足以彰明天下。这部乐舞看来也和氏族传统的原始舞蹈有着渊源关系。
章部族是以“獐”为图腾。
帝舜时期，大章为治水英雄大禹的臣子，为大禹治水测量江川山脉。
大章也是车的发明家，改造了古车，标示道路里程的车子，为“大章车”。

## 章国的建立
夏代初期，大章建立了任姓章国（河南嵩县大章镇），为夏臣。
夏代中期，由于章国（河南嵩县大章镇）位于夏畿。被迫北迁至漳泽（山西长治市西南南漳镇漳泽村），今漳泽水库，古称漳泽、漳泽湖。近有清漳河、浊漳河。又有南漳、中漳、北漳村。
夏代末期，商灭夏。章国东迁漳河北岸（河北临漳县章里集镇大章村）。东有漳河店镇，南为邺城（临漳县西 香菜营乡邺镇村）。漳河之名即章人所居而命名。
商代中期，商王盘庚将商都迁殷（河南安阳市），漳河两岸成为商畿。章国又被迫东迁至鄣城（山东东平县东南，大汶河北岸的接山乡鄣城村，古无盐县，旧鄣城集）。
商武丁时期，商朝鼎盛，章国臣服于商。

## 姜姓鄣国的建立
西周初期，周成王封太公望在营丘（山东淄博市临淄区）建立姜姓齐国。古鄣国成为齐国的附庸国。后姜太公将齐传封给嫡子，将古鄣国分给庶子管理。
西周中期，至姜太公之曾孙、齐侯姜伋之孙、姜隐之子姜虎时，被齐癸公正式封于古鄣国之地鄣城（山东东平县东南，大汶河北岸的接山乡鄣城村，古无盐县，旧鄣城集），建立姜姓鄣国，都鄣城。史称鄣穆公（姜虎）。鄣国为齐的附属国。

## 姜姓鄣国的灭亡
西周后期，鄣国与姜姓纪国友好。公元前690年，齐国灭纪国。
公元前690年，齐国扩疆，灭纪国后，又于公元前664年，齐桓公灭同族鄣国，杀鄣国国君鄣胡公姜祥。
鄣国灭后，鄣国王族向东南逃亡。

## 纪鄣国的建立
鄣国灭后，鄣国王族向东南逃亡于莒国（山东莒县），与同被齐国所灭、向南逃亡的纪国王族纪子帛會合。又一同向南逃，过莒国（山东莒县一带），在郯国（山东郯县）的东海之滨——纪鄣山，共同建立了纪鄣国（江苏连云港市赣榆县柘汪镇，日照岚山区南）。纪子帛为国君，成为莒国的附属国。
《太平寰宇记》记载，纪鄣古城在怀仁县东北七十五里，今赣榆县柘汪镇东近海。纪鄣为西周纪子帛之国，为莒国都城之一，春秋时为齐国所灭。城周一里余，东、南两面靠海。自朱蓬口以北海面为“侵滩”，海水逐年西浸，加之多次经历大地震，岚山头与兴庄河之间的海岸陆沉明显。多种原因叠加，纪鄣古城最终完全沉没海中，成为海淹城。
公元前523年，纪鄣国为齐国所灭。